# Салліван (Вісконсин)
Салліван (англ. Sullivan) — селище (англ. village) в США, в окрузі Джефферсон штату Вісконсин. Населення — 2295 осіб (2020).

## Географія
Салліван розташований за координатами 43°0′44″ пн. ш. 88°35′43″ зх. д. / 43.01222° пн. ш. 88.59528° зх. д. (43.012344, -88.595400).  За даними Бюро перепису населення США в 2010 році селище мало площу 2,95 км², з яких 2,95 км² — суходіл та 0,01 км² — водойми.

## Демографія
Згідно з переписом 2010 року, у селищі мешкало 669 осіб у 304 домогосподарствах у складі 177 родин. Густота населення становила 226 осіб/км².  Було 328 помешкань (111/км²).
Расовий склад населення:
| - 98,1 % — білих - 0,3 % — чорних або афроамериканців - 0,3 % — азіатів - 0,1 % — корінних американців |

До двох чи більше рас належало 1,2 %. Частка іспаномовних становила 1,6 % від усіх жителів.
За віковим діапазоном населення розподілялося таким чином: 22,7 % — особи молодші 18 років, 65,5 % — особи у віці 18—64 років, 11,8 % — особи у віці 65 років та старші. Медіана віку мешканця становила 38,6 року. На 100 осіб жіночої статі у селищі припадало 94,5 чоловіків;  на 100 жінок у віці від 18 років та старших — 100,4 чоловіків також старших 18 років.
Середній дохід на одне домашнє господарство  становив 56 205 доларів США (медіана — 52 500), а середній дохід на одну сім'ю — 67 116 доларів (медіана — 65 000). Медіана доходів становила 42 868 доларів для чоловіків та 38 750 доларів для жінок. За межею бідності перебувало 9,2 % осіб, у тому числі 15,6 % дітей у віці до 18 років та 0,0 % осіб у віці 65 років та старших.
Цивільне працевлаштоване населення становило 426 осіб. Основні галузі зайнятості: виробництво — 29,8 %, освіта, охорона здоров'я та соціальна допомога — 21,1 %, роздрібна торгівля — 12,4 %, будівництво — 8,5 %.